# PGC 1516203
LEDA/PGC 1516203 ist eine Galaxie im Sternbild Fische auf der Ekliptik. Sie ist schätzungsweise 1 Milliarde Lichtjahre von der Milchstraße und hat einen Durchmesser von etwa 130.000 Lichtjahren. Vom Sonnensystem aus entfernt sich das Objekt mit einer errechneten Radialgeschwindigkeit von näherungsweise 23.000 Kilometern pro Sekunde.
Im selben Himmelsareal befinden sich unter anderem die Galaxien PGC 3974, PGC 1518940, PGC 1518407, PGC 1520027.